# 港 (静岡市)
港（みなと）は静岡県静岡市駿河区にある町名。丁目を持たない単独町名である。住居表示実施済。郵便番号は設定されていない。

## 地理
駿河区の長田地区にある。東に広野と、西に用宗と接している。用宗漁港の構内水面部分と、小坂川にかかる港橋の河口側の通路部分のみが町域で、陸地はほとんどなく建築物はない。町名は主に用宗漁港に停泊する船の地籍を表すために利用される。

## 歴史
- 1973年（昭和48年）11月1日 - 広野、用宗の各一部より分離し新設。
- 2005年（平成17年）4月1日 - 政令指定都市化により、行政区が駿河区となる。

## 施設
- 用宗漁港